# O Rico e Lázaro
O Rico e Lázaro est une telenovela brésilienne diffusée entre le 23 mars et le 20 novembre 2017 sur RecordTV.

## Synopsis
Après la mort de Josué, le peuple hébreu commence à "se frayer un chemin" en tournant le dos à Dieu et en commençant à adorer des dieux païens. Mais quand le prophète Jérémie essaie de les avertir, son peuple essaie de le lapider, le traitant de traître et de faux prophète, mais sa prophétie se réalise avec l'arrivée du roi Nebucadnetsar II et de sa femme, la reine Amytis. Et dans une autre partie de l'histoire, le triangle amoureux de Joana, Zac et Asher, qui au début du roman étaient des amis d'enfance, mais avec le temps le trio s'agrandit et Zac et Asher tombent amoureux de Joana, mais elle correspond. seulement à Asher.

## Acteurs et personnages
| Acteur/Actrice      | Personnage                            |
| ------------------- | ------------------------------------- |
| Dudu Azevedo        | Asher                                 |
| Milena Toscano      | Joana Bach                            |
| Igor Rickli         | Zac Mayan                             |
| Christine Fernandes | Sammu-Ramat                           |
| Ângelo Paes Leme    | Nebuzaradã                            |
| Heitor Martinez     | Nabucodonosor II, Rei da Babilônia    |
| Adriana Garambone   | Amitis, Rainha da Babilônia           |
| Lucinha Lins        | Zelfa                                 |
| Pérola Faria        | Kassaia, Princesa da Babilônia        |
| Roger Gobeth        | Absalom Mayan                         |
| Graziella Schmitt   | Dana Bach                             |
| Denise Del Vecchio  | Elga Mayan                            |
| Henri Pagnoncelli   | Chaim Mayan                           |
| Sthefany Brito      | Nitócris, Princesa da Babilônia       |
| Kayky Brito         | Evil-Merodaque, Príncipe da Babilônia |
| Augusto Garcia      | Nabonido, Rei da Assíria              |
| Gabriela Moreyra    | Shamiran, Rainha da Polva             |
| Gabriel Gracindo    | Daniel                                |
| Tammy di Calafiori  | Lia                                   |
| Cássia Linhares     | Shag-Shag Vech                        |
| Gustavo Leão        | Rabe-Sáris Mayan                      |
| Raphael Montagner   | Nicolau Mayan                         |
| Vera Zimmermann     | Neusta, Rainha de Judá                |
| Osmar Silveira      | Joaquim, Principe de Judá             |
| Robertha Portella   | Edissa                                |
| Giselle Batista     | Samira Rahal                          |
| Michelle Batista    | Talita Rahal                          |
| Anderson Müller     | Tamir Mayan                           |
| Renato Rabello      | Shamir Mayan                          |
| Marcos Breda        | Ravina Bach                           |
| Cláudia Mauro       | Ilana Bach                            |
| Paulo Figueiredo    | Zadoque Bach                          |
| Mariza Marchetti    | Malca                                 |
| Rafael Almeida      | Hurzabum Vech                         |
| Bruna Pazinato      | Rebeca Bach                           |
| Fernando Sampaio    | Matias Bach                           |
| Aisha Jambo         | Gadise                                |
| Zé Carlos Machado   | Fassur                                |
| Cássio Scapin       | Beroso                                |
| Nikolas Antunes     | Azarias / Abdenego                    |
| Sacha Bali          | Misael / Misael / Mesaque             |
| Gustavo Rodrigues   | Ananias / Sadraque                    |
| Karen Marinho       | Naomi                                 |
| Pedro Malta         | Tamuz                                 |
| Eduardo Melo        | Lior                                  |
| Felipe Cardoso      | Arioque                               |
| Licurgo Spinola     | Ezequiel                              |
| João Velho          | Madai                                 |
| André Luiz Miranda  | Ebede-Meleque                         |
| Saulo Meneghetti    | Oziel                                 |
| Tião D'Ávila        | Aliatis                               |
| Thogun Teixeira     | Sargão                                |
| Karla Tenório       | Jade                                  |
| Paulo Leal          | Rafael                                |
| Ricardo Martins     | Larsa                                 |
| César Pezzuoli      | Zabaia                                |
| Ed Oliveira         | Rato                                  |
| Rafael Awi          | Benjamin                              |
| Karize Brum         | Kidist                                |
| Juliana Kelling     | Dalila                                |
| Paula Jubé          | Raquel                                |
| Ana Zettel          | Darice                                |
| Rafaela Ferreira    | Hayddé                                |
| Fran Fischer        | Namnu                                 |
| Saulo Rodrigues     | Aspenaz                               |
| Edson Fieschi       | Erom                                  |
| Marcelo Arnal       | Belsazar                              |
| Alex Brasil         | Aksumai                               |
| William Amaral      | Joel                                  |
| Rafael Sieg         | Levi                                  |
| Thaiane Maciel      | Débora                                |
| Adam Gomes          | Shimon                                |
| Diogo Caruso        | Labash Marduk                         |
| João Barreto        | Belsazar                              |

## Diffusion
- RecordTV (2017)
- RecordTV Portugal
- TV Miramar
- RecordTV Cabo Verde
- RecordTV Angola
- RecordTV Uganda
- RecordTV Madagáscar
- RecordTV Japão
- RecordTV Europa
- Telemicro
- Telemetro
- Gala TV
- Unitel
- Canal 10
- La Tele
- Univision Porto-Rico
- Canal 5
- Chilevisión
- TCS Canal 2
- Ecuavisa

### Sources
- (pt) Cet article est partiellement ou en totalité issu de l’article de Wikipédia en portugais intitulé « O Rico e Lázaro » (voir la liste des auteurs).